# Campillos-Paravientos
Campillos-Paravientos es un municipio español de la provincia de Cuenca, en la comunidad autónoma de Castilla-La Mancha. Ubicado en la comarca de la Serranía Baja, tiene una población de 110 habitantes (INE 2024).

## Geografía
Campillos-Paravientos se encuentra en la comarca de la Serranía Baja. Está a unos 6 km de Boniches y El Cubillo y a 10 de Algarra. Cuenta con un clima mediterráneo frío.

## Historia
A mediados del siglo XIX, el lugar tenía contabilizada una población de 254 habitantes. Aparece descrito en el quinto volumen del Diccionario geográfico-estadístico-histórico de España y sus posesiones de Ultramar de Pascual Madoz de la siguiente manera:

CAMPILLOS DE PARAVIENTOS: l. con ayunt. en la prov., adm. de rentas y dióc. de Cuenca (10 leg.), part. jud. de Cañete, aud. terr. de Albacete, c. g. de Castilla la Nueva (Madrid): sit. en una elevada colina por cuyo pie pasa el r. Cabriel: tiene 52 casas de mala construccion, y una igl. parr. servida por un vicario ecónomo. Confina el térm. N. con la Huerquina; E. Cubillo y Alcalá; S. Fuente el Espino, y O. Boniches: el terreno es montuoso, con 1,800 fan. en cultivo; lo atraviesa el mencionado Cabriel, para cuyo paso hay un puente de madera: el camino de herradura que dirige de Valencia á la Corte, y otros comunales de pueblo á pueblo. prod.: centeno y otros granos, algunas patatas y legumbres, pastos y ganados. ind.: un molino harinero, un batan y un horno de poya. pobl.: 64 vec. 254 alm. cap. prod.: 575,400 rs. imp.: 28,770 rs.: importe de los consumos, 1,724 rs., el presupuesto municipal: asciende á 1,680 rs. y se cubre con los productos del molino, horno y batan espresados.
(Madoz, 1846, p. 360)

## Demografía
Campillos-Paravientos cuenta con una población de 110 habitantes (INE 2024).
| Gráfica de evolución demográfica de Campillos-Paravientos entre 1842 y 2021                                         |
| |
| Población de derecho según los censos de población del INE Población de hecho según los censos de población del INE |

## Administración
| Periodo   | Nombre                      | Partido       |
| --------- | --------------------------- | ------------- |
| 1979-1983 | Juan Carlos Valero          | PSP           |
| 1983-1987 | Juan Carlos Valero          | PSOE          |
| 1987-1991 | Antonio Felipe González     | PP            |
| 1991-1995 | Dario Fernández             | PP            |
| 1995-1999 | Antonio Felipe González     | Vamos Salinas |
| 1999-2003 | Clemente Martínez Martínez  | PP            |
| 2003-2007 | Juan Francisco López Sancho | PSOE          |
| 2007-2011 | José López Almonacid        |               |
| 2011-2015 | José López Almonacid        | PP            |
| 2015-2019 | Salvador Perpiñán Valero    | PP            |
| 2019-2023 | José López Almonacid        | PP            |
| 2023-act. | Clemente Martínez Martínez  | PP            |

## Patrimonio
- Iglesia parroquial. Durante la Revolución Española de 1936, «Fueron destruidos los Altares, Imágenes y demás objetos/ que existían habiendo quedado el Edificio con las cuatro/ paredes».[3]

## Fiestas
- A mediados de agosto celebran las fiestas de San Roque, con romería.
- En enero celebra a San Sebastián, con su procesión y romería.
- A primeros de mayo celebran los Mayos.

## Galería

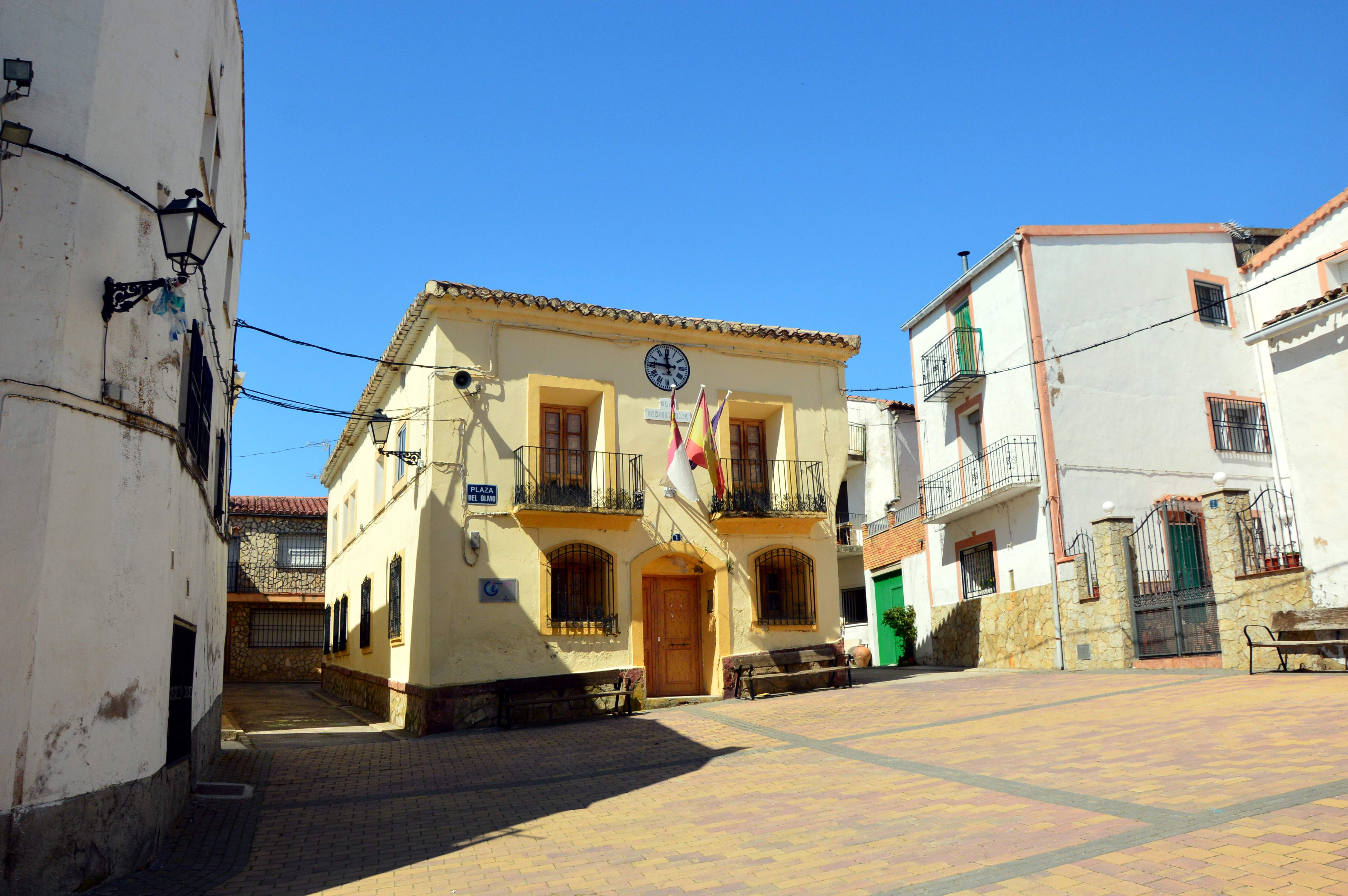
Paisaje urbano
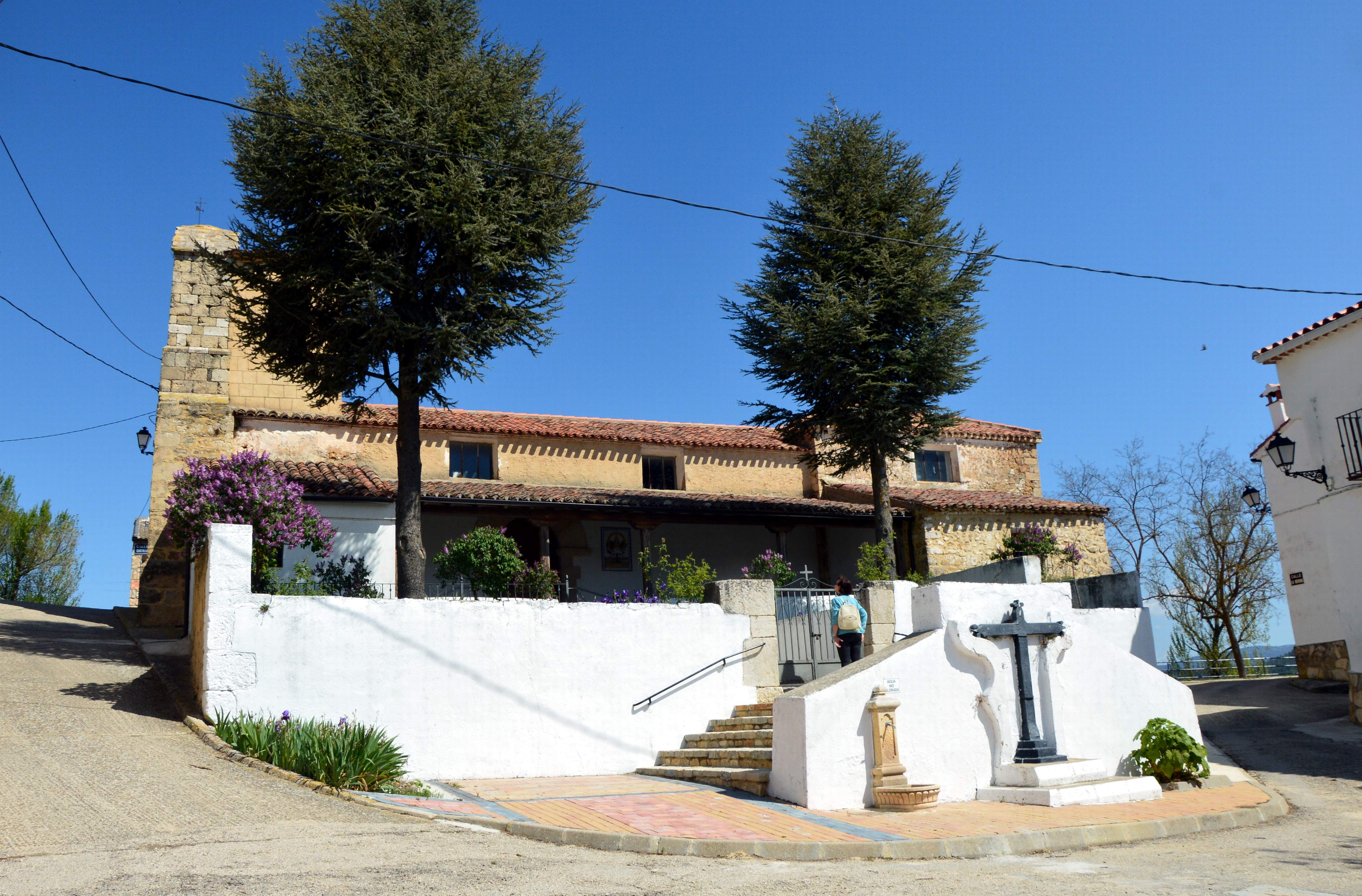
Paisaje urbano
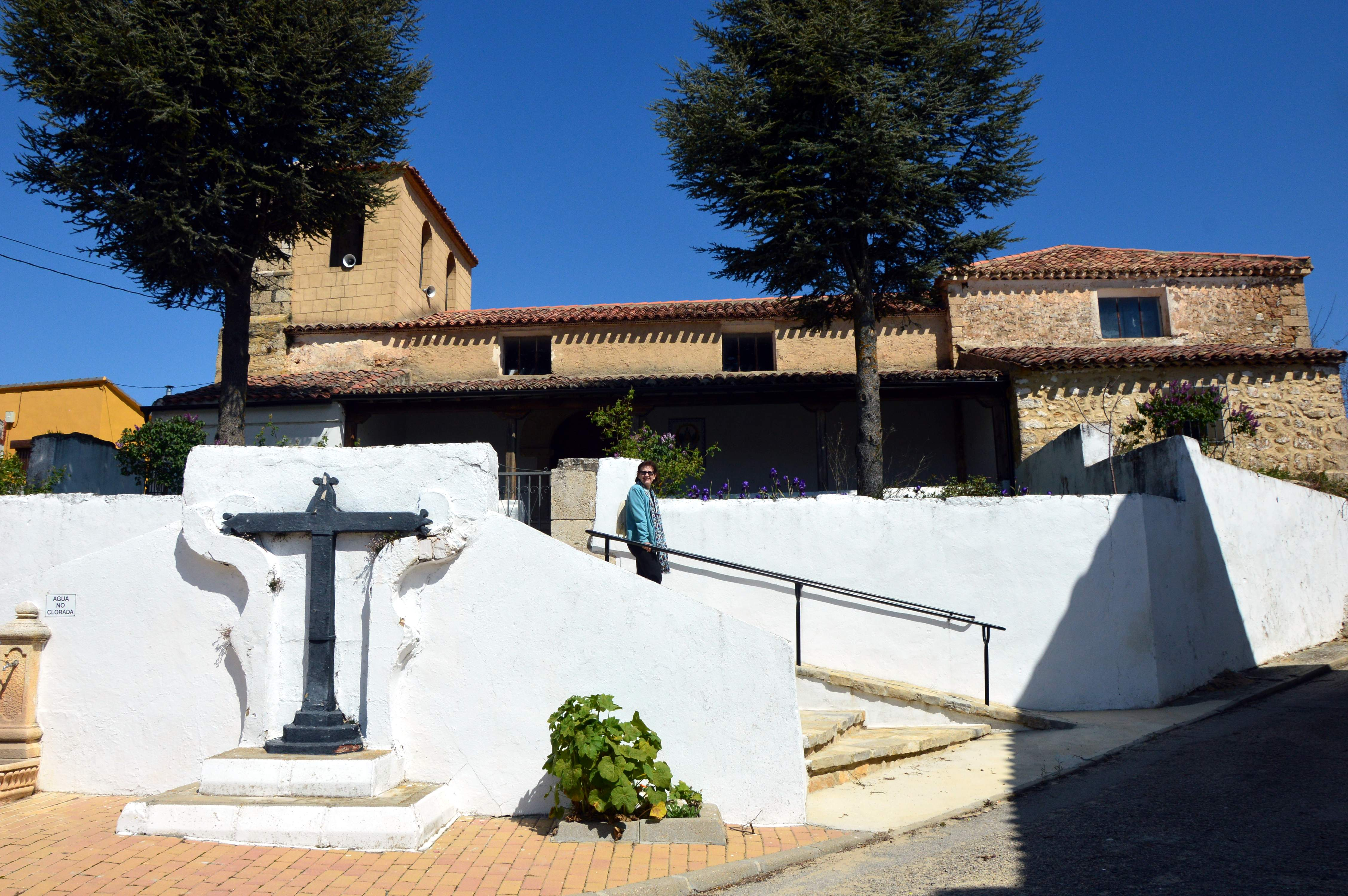
Paisaje urbano
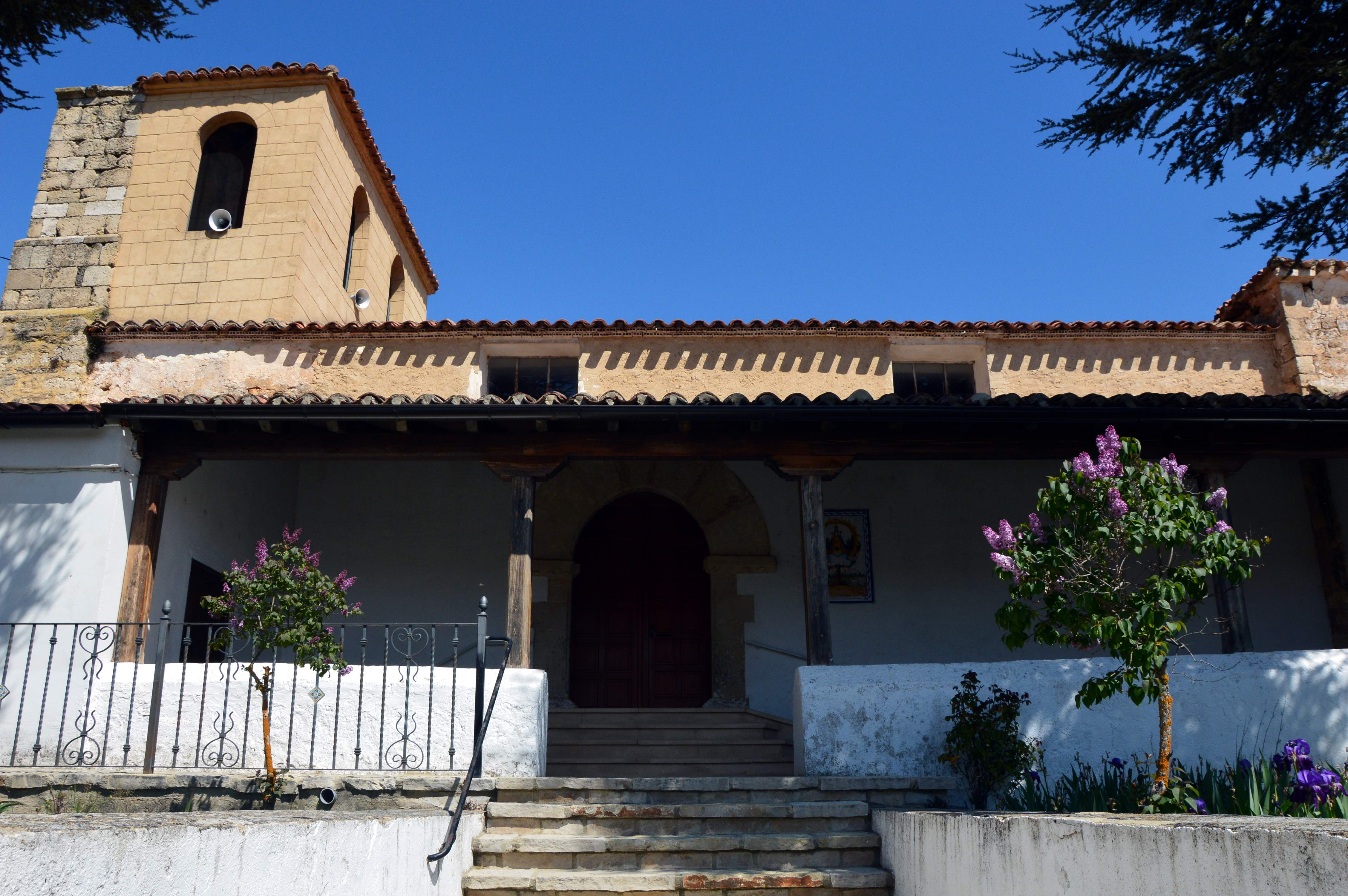
Paisaje urbano
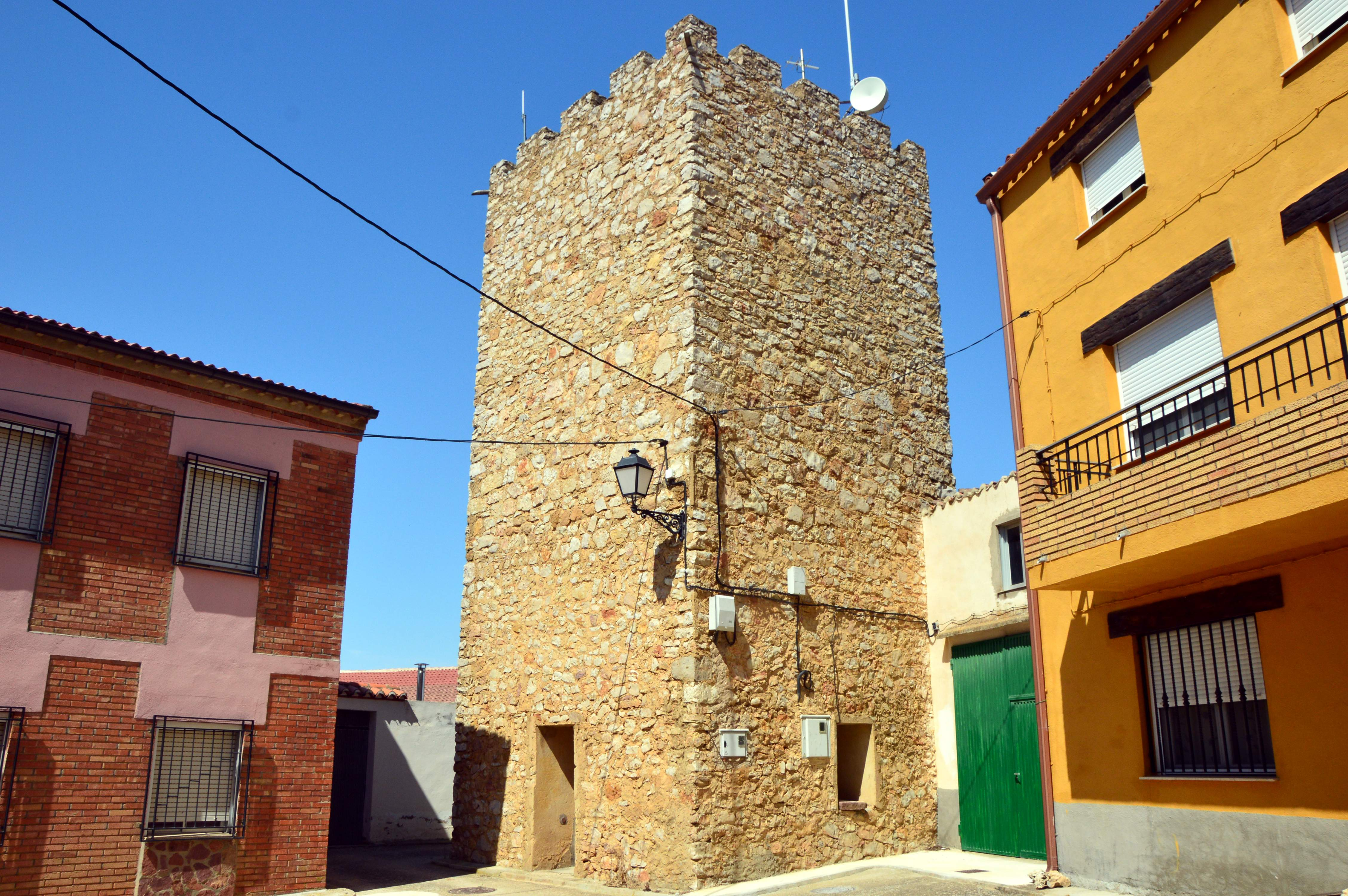
Paisaje urbano